# Семинол Мејнор (Флорида)
Семинол Мејнор (енгл. Seminole Manor) насељено је место без административног статуса у америчкој савезној држави Флорида.

## Демографија
По попису из 2010. године број становника је 2.621, што је 75 (2,9%) становника више него 2000. године.
| Група             | 2000.         | 2010.         |
| Белци             | 1.346 (52,9%) | 920 (35,1%)   |
| Афроамериканци    | 441 (17,3%)   | 576 (22,0%)   |
| Азијати           | 23 (0,9%)     | 27 (1,0%)     |
| Хиспаноамериканци | 669 (26,3%)   | 1.046 (39,9%) |
| Укупно            | 2.546         | 2.621         |